# 本郷公威
本郷 公威（ほんごう こうい、 1926年（大正15年）11月26日 - 1991年（平成3年）3月31日）は、昭和期の教育者、政治家。日本社会党衆議院議員（1期）。

## 経歴
大分県直入郡白丹村（久住町を経て現竹田市）出身。1947年（昭和22年）大分師範学校卒。大分県内で小中学校の教員を務め、1972年（昭和47年）大分県教職員組合委員長となる。教職員の待遇改善、教育問題の解決に努め、日の丸・君が代反対運動などを推進した。
1979年の第35回衆議院議員総選挙で大分1区から日本社会党公認で立候補して当選。この選挙で大分1区では同じ社会党から村山富市も当選し、2名当選した。翌年の第36回衆議院議員総選挙で落選した（同選挙では村山も落選した）。1983年の第37回衆議院議員総選挙には立候補しなかった。